# 金田充弘 (構造家)
金田 充弘（かなだ みつひろ、1970年（昭和45年） - ）は、日本の構造家。東京芸術大学美術学部教授。2021年現在、オーヴ・アラップ・アンド・パートナーズ・ジャパン・リミテッド所属。松井源吾賞など受賞。

## 略歴
- 1970年　東京都生まれ。
- 1994年　カリフォルニア大学バークレー校環境デザイン学部建築学科卒業
- 1996年　カリフォルニア大学バークレー校工学部土木環境工学科修士課程修了
- 1996年　Arup東京事務所勤務
- 2002年　松井源吾賞受賞
- 2005年　Arupロンドン事務所勤務
- 2007年　東京芸術大学美術学部准教授
- 2021年　東京芸術大学美術学部教授

## 主な構造設計作品
- 2001年　メゾンエルメス（建築設計：レンゾ・ピアノ）
- 2003年　米原幼稚園（建築設計：遠藤秀平）
- 2004年　砥用町林業センター（建築設計：西沢大良）
- 2005年　富弘美術館（建築設計：aat+ヨコミゾマコト）
- 2006年　珠洲市多目的ホール（建築設計：長谷川逸子）
- 2008年　サラゴサ万博ブリッジパビリオン（建築設計：ザハ・ハディド）
- 2009年　サーペンタインギャラリーサマーパビリオン2009（建築設計：SANAA）

## 受賞歴
- 2002年　第12回松井源吾賞（メゾンエルメス）
- 2003年　第44回BCS賞（メゾンエルメス）
- 2004年　アメリカンウッドデザインアワード（米原幼稚園）
- 2005年　アーキテクチャーレビューアワード（砥用林業センター）

## 著書
- 2001年　「30x100 Material マテリアルの使い方展」共著
- 2003年　「松井源吾賞作品集」共著
- 2003年　「ヴィジュアル版建築入門3　建築の構造」彰国社共著
- 2005年　「オルタナティブ・モダン 建築の自由をひらくもの」TN Probe、共著